# 忠勤勳章
忠勤勳章,爲中華民國之軍職勳章，用以表彰連續服務軍職專勤十年以上，文武兼備，孜孜不倦地爲國家，爲國民作出貢献的軍人。忠勤勳章於1944年9月23日正式開始頒發。其等級在忠勇勳章之下，大同勳章之上。为现时最低階的三军通用勋章。